# Парни, Эварист
Эвари́ст Дезире́ де Форж Парни́ (фр. Évariste Désiré de Forges, chevalier puis vicomte de Parny; 6 февраля 1753, Сент-Поль, остров Бурбон (ныне Реюньон) — 5 декабря 1814, Париж) — французский поэт, член Французской академии с 1803; виконт. Земляк и друг поэта Антуана Бертена.
Парни сформировался под влиянием Вольтера. Ведущим жанром лирики Парни была элегия. В 1778 вышел наиболее известный его сборник «Любовные стихотворения», затем последовали сборники «Поэтические безделки» (1779), «Мадегасские песни» (1787). «Мадегасские песни» стал одним из первых европейских опытов стихотворений в прозе. Парни выдал этот сборник за фольклорные записи. В 1799 году он написал ироикомическую поэму «Война старых и новых богов», в которой пародировал Библию. Влияние Парни было велико во Франции в творчестве Андре-Мари Шенье, Альфонса де Ламартина и др., а также и в России в творчестве Крылова, Батюшкова, Давыдова, Вяземского, Пушкина и др. У Пушкина есть множество переводов и подражаний Парни в «лицейских» и более поздних стихотворениях до 1824 г. Парни упоминается также в «Евгении Онегине». Желая похвалить Батюшкова, Пушкин называет последнего «российским Парни», а говоря о Баратынском, выражает надежду, что он «превзойдет Парни».

## Публикации текстов
- La guerre des dieux; Le paradis perdu. — Paris : Libr. de la bibl. Nationale, 1889. — 192 p.
- Парни Э. Война богов: поэма в десяти песнях с эпилогом / пер. с франц. и коммент. В. Г. Дмитриева ; статья Е. Г. Эткинда ; отв. ред. Е. Г. Эткинд. — Л. : Наука, 1970. — 244 с. — (Литературные памятники). — 80 000 экз.
- Парни Э. Мадегасские песни / пер. П. А. Посельского // Бертран А. Гаспар из Тьмы : фантазии в манере Рембрандта и Калло. — М. : Наука, 1981. — Дополнения. — С. 144—146. — (Литературные памятники).